# Johan Nygaardsvold
Johan Nygaardsvold (Hommelvik, 6 de setembro de 1879 – Trondheim, 13 de março de 1952) foi um político que ocupou o cargo de primeiro-ministro da Noruega entre 1935 e 1945.
Nascido no povoado de Hommelvik, Nygaardsvold emigrou para o Canadá e depois para os Estados Unidos, países onde trabalhou na indústria madeireira. Voltou à Noruega em 1907, ingressou no Partido Trabalhista em 1910, e foi eleito para o parlamento pela primeira vez em 1916. Foi convidado para ser ministro da agricultura em 1928.
Em 1935 foi convidado para formar um novo governo que funcionou em Oslo até 9 de abril de 1940, dia em que Noruega caiu sob ocupação alemã. Nygaardsvold seguiu para Londres, de onde governou no exílio. Com o final da Segunda Guerra Mundial, voltou a Oslo em 31 de maio de 1945. Em 26 de junho do mesmo ano, renunciou.
Nygaardsvold permaneceu na política até 1949. Em 1952, morreu de câncer.